# Alec Empire

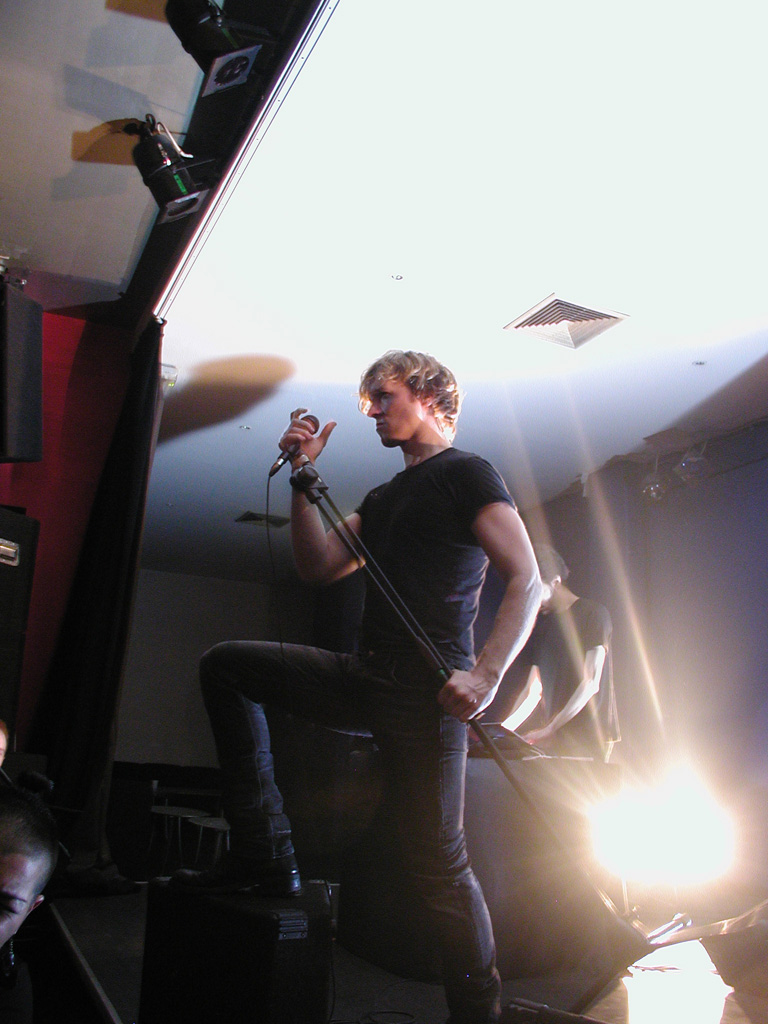
Alec Empire live 2007

Alec Empire (* 2. Mai 1972 in West-Berlin, eigentlich Alexander Wilke-Steinhof) ist ein deutscher Musikproduzent, Komponist und DJ. Er ist Frontmann der Gruppe Atari Teenage Riot und Gründer der Labels Digital Hardcore Recordings und Eat Your Heart Out Records.

## Leben
Alec Empire wurde in West-Berlin geboren und wuchs in Berlin-Reinickendorf auf.
Seine musikalischen Wurzeln sieht er in der Noise- und Punk-Szene der späten 1970er Jahre, er war allerdings maßgeblich an der aufkommenden Techno-Szene in Berlin und Frankfurt seit 1990 beteiligt. Es gibt über 100 Veröffentlichungen, an denen Alec Empire entweder als Musiker, Produzent oder Remixer mitgewirkt hat.
Seit 1991 veröffentlichte er in unregelmäßigen Abständen neue Alben in wechselnden Stilrichtungen, von Digital Hardcore wie Atari Teenage Riot über Ambient-Alben wie Low on Ice bis zu fast jazzigen Soundexperimenten wie in seinem 1996 veröffentlichten Les Étoiles Des Filles Mortes auf dem Mille-Plateaux-Label, bei dem Mitstreiter und Musiker sich auf die Philosophen Gilles Deleuze und Félix Guattari beziehen. Er verlegte 1994 seinen Wohnsitz nach London, England, wo auch der Hauptsitz seines Labels ist.
Neben seiner Tätigkeit bei Atari Teenage Riot veröffentlicht Alec Empire in den 1990er Jahren zahlreiche Solowerke unter wechselnden Pseudonymen, von denen E.C.P., Jaguar, Nintendo Teenage Robots, und Richard Benson zu den bekanntesten Projekten zählen. Weiterhin arbeitete er seit 1998 mit dem japanischen Noise-Musiker Masami Akita (Merzbow), Björk, The Jon Spencer Blues Explosion, Slayer, Rammstein, Nine Inch Nails, Dave Grohl von Nirvana und den Foo Fighters, Thurston Moore von Sonic Youth, Mogwai, Dan The Automator, Prince Paul und R. L. Burnside zusammen.

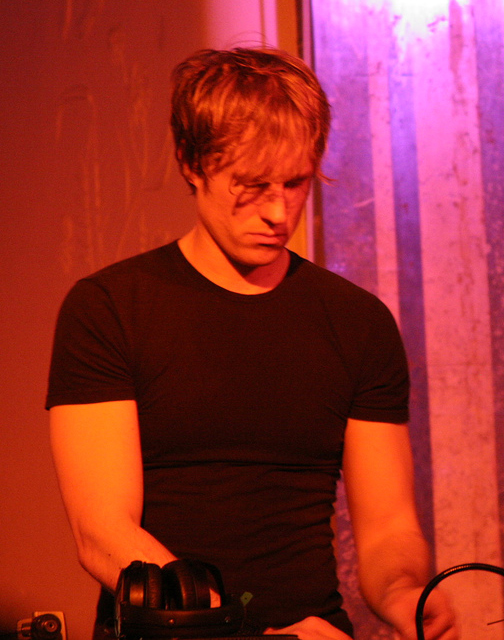
Alec Empire live (2005-2006 Throbbing Gristle New Year's Eve party)

Als er mit Grand Royal, dem Label der Beastie Boys in den USA, einen Vertrag über die Vertriebsrechte für den nordamerikanischen Raum abschloss, verkaufte sich das von ihm produzierte Album der Band Atari Teenage Riot Burn Berlin Burn so oft, dass es Goldstatus erreicht. 1998 wechselte Alec Empire zu dem Major Elektra Records, produzierte den Nachfolger 60 Second Wipe Out und schaffte es, diesen Erfolg noch zu übertreffen.
Im selben Jahr veröffentlichte er das Doppel-Album Nintendo Teenage Robots, welches er nur mit dem Nintendo Game Boy aufnahm. Dieses Album gilt seitdem als Initialzündung des 8-Bit und Chiptune Genres, auf das sich in den kommenden Jahren unzählige Electroclash und Nu Rave Musiker berufen.
Im Winter 2000 war er mit ATR Teil der Christoph-Schlingensief-Show für MTV 2000, produziert von der Avanti Media Film Produktion. Zu dieser Zeit schrieb er mit Tom Morello von Rage Against the Machine für Atari Teenage Riot den Song Rage.
Im Jahr 2001 veröffentlichte er das Soloalbum Intelligence and Sacrifice, auf dem Gäste wie Dave Grohl und Atari-Teenage-Riot-Musikerin Nic Endo spielen. Für die Touren zum Album stellte er eine besondere Band zusammen, die aus dem Drummer Gabe Serbian der amerikanischen Band The Locust, Charlie Clouser von Nine Inch Nails, Nic Endo und dem Japaner Masami Akita besteht. Die Premiere des Albums fand auf dem Fuji Rock Festival in Japan vor 20.000 Besuchern statt. Er gewinnt im Jahr 2002 darauf die britischen Kerrang!-Awards.
Ein Bootleg-Video, das Alec Empire mit dem Videokünstler Philipp Virus zu einem nicht autorisierten Elvis-Presley-Remix erstellte, wurde in das Museum of Modern Art in New York aufgenommen. Die britische Zeitung New Musical Express wählte das Musikstück zum „Album of the Week“.
In den Jahren 2004 und 2005 tourte Alec Empire viel und nahm das Album Futurist auf, das sich im Gegensatz zu den vorherigen Alben einen anderen Stil entwickelte.
Ende 2005 remixte er den Song Amerika der Gruppe Rammstein, dessen Veröffentlichung ausschließlich für den britischen und amerikanischen Markt stattfand.
2006 schrieb er den Song Make ’Em Bleed für den Antigewaltfernsehspot des Boxweltmeisters Nikolai Walujew. Er nahm im März 2006 mit dem Sänger der Kultband The Monks den Klassiker „Black Monk Time“ (für den Dokumentarkinofilm Monks – The Transatlantic Feedback über die Gruppe) neu auf. Im Original war der Song eines der ersten Musikstücke, die in den 1960er Jahren gegen den Vietnamkrieg aufriefen. In der aktuellen Version kritisiert der Titel die Zustände im Irak nach der amerikanischen Invasion. Das Stück ist auf der Doppel-CD Silver Monk Time erschienen.
Im Jahr 2006 zog Alec Empire wieder nach Berlin und gründete die Musikproduktionsfirma The Hellish Vortex GmbH. Der Firmensitz seines Verlags Digital Hardcore Music Publishing und deren Labels bleiben weiterhin in London. In Berlin entstand auch die Idee zum neuen Label Eat Your Heart Out Records. Die erste Single Robot L.O.V.E. erschien daraufhin im Juni 2007. Alec Empire stellte seine neue Band exklusiv auf den beiden Festivals Fusion und Melt vor.
Es folgte eine Zusammenarbeit mit Greenpeace an der Kampagne Black Smoke, die auf die Probleme durch die globale Erwärmung aufmerksam macht. Außerdem begann er neue Stücke mit dem britischen Popstar Patrick Wolf in den Berliner Hellish Vortex Studios für Universal Records zu produzieren.
Am 24. Januar erschien das Album The Golden Foretaste of Heaven dann auch in Deutschland. Die Presse reagierte sehr positiv und nannte die Produktion den „Sound des neuen Berlin“ (Sound of New Berlin). Sonic Seducer nahm ihn gleich auf die Titelseite, sowie das Synthesizer-Magazin und Stadtkind. Musikexpress begrüßte das Album als „die erste bedeutende Veröffentlichung des Elektro-Rock-Jahrgangs 2008!“. Vorab gab es die Single On Fire als aufwendig verpackte und limitierte EP und dazu das stark diskutierte Musikvideo mit Natalia Avelon in der Hauptrolle. Während einige Wochen zuvor die unzensierte Version des Videos in einem Kino in Tokyo und in Los Angeles Premiere feierte, entschieden sich Label und Künstler dafür eine etwas abgeschwächtere Version der breiten Öffentlichkeit zu zeigen. Video Regisseur Philipp Virus drehte es einige Monate zuvor in Berlin. Er wurde durch seine Video Clips für Dinosaur Jr. und Sonic Youth bekannt.
Nach einer Europatour in den ersten Monaten des Jahres 2008, schrieb er den Soundtrack für den Film 224466 von Tadanobu Asano, das Regiedebüt des japanischen Schauspielers, den viele durch die Filme Ichi The Killer oder Zatōichi kennengelernt haben.

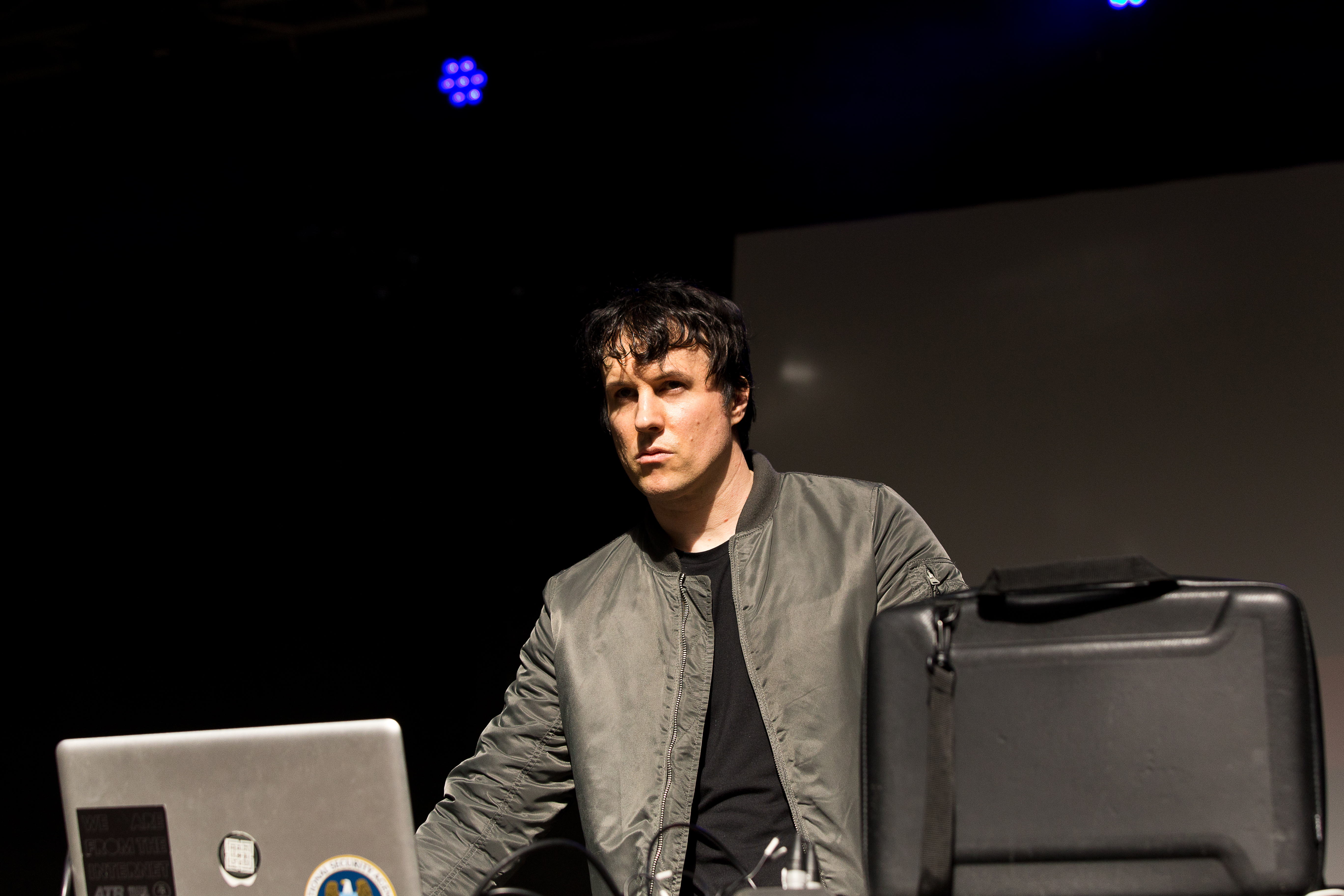
Alec Empire auf dem Nocturnal Culture Night Festival 2016

In einer Zusammenarbeit mit Monitor Pop erschien am 25. Juli 2008 eine drei Stunden lange Doppel-DVD mit 17 Jahre Film- und Video-Material aus Alec Empires Karriere. Laut Labelseite sind die Aufnahmen vom 1. Mai 1999, an dem die Band bei einer Friedensdemonstration in Berlin bei Ausschreitungen festgenommen wurde, sowie Alec Empires Konzerten in Japan als auch alle Musikvideos darauf enthalten. In dem Zusammenhang ist auch Empires Zusammenarbeit mit Filmregisseur John Hillcoat für zwei Musikclips zu erwähnen. Hillcoat ist für seine Nick-Cave-Videos und seinem Spielfilm The Proposition – Tödliches Angebot bekannt.
2008 schrieb Alec Empire die Filmmusik für den Kinofilm Chaostage – We Are Punks! (Regie: Tarek Ehlail). Für den Film remixte er weiterhin den Song Bullenschweine der Punkband Slime sowie den Sing-a-long-Hit We Are Punks als Titelthema des Films. Der Film gilt als kontrovers, seitdem es bei den Premieren zu Ausschreitungen durch Punks kam, die aufgrund des Andrangs keine Tickets mehr erwerben konnten.
Seit Oktober 2008 veröffentlicht er mit befreundeten Journalisten fast täglich Artikel auf dem eigenen Weblog Eat Your Heart Out.
Das Jahr 2009 stellte Empire mit Regisseur Richard Wilhelmer und Schauspieler Robert Stadlober den Animationsfilm The Golden Foretaste of Heaven zur Berlinale im Tresor Club vor.
Im Frühling 2009 stieg die von Alec Empire für Patrick Wolf produzierte und geschriebene Single Vultures in die britischen Charts ein. Später folgte das Album The Bachelor, welches die beiden zum größten Teil in Berlin bei den Hellish Vortex Studios produzierten. Bei der britischen Presse gilt das Album als der Anwärter des Newcomeralbums des Jahres. Beide Künstler haben weitere Zusammenarbeiten in verschiedenen Interviews angekündigt.
Weiter machte Empire von sich reden, als er die Past – Present – Future Tour ausrief, die am 1. Mai (zum Jubiläum der Verhaftung durch die Polizei, als Empire’s Band Atari Teenage Riot 1999 auf einer Demonstration gegen die NATO-Bombardierung des Kosovo auf einem Lkw in Berlin auftrat und es zu Ausschreitungen kam) in London mit einem ausverkauften Konzert begann. Das erste Mal seit 9 Jahren kündigte er Atari-Teenage-Riot-Songs für das Live-Programm an.
Dies veranlasste Nine-Inch-Nails-Frontmann Trent Reznor zu einer schnellen Reaktion: Er lud Alec Empire auf seine Abschiedstour durch Europa als Special-Support ein.
Alec Empire arbeitete an Remixen für die Band IAMX, und kollaborierte mit Saul Williams/Kanye-West-DJ CX Kidtronik.
Seit 2010 ist Alec Empire wieder mit seiner Gruppe Atari Teenage Riot weltweit unterwegs.

## Diskografie

### Mit Atari Teenage Riot
→ siehe Atari Teenage Riot/Diskografie

### Soloalben
- 1992: SuEcide Pt.1 & Pt.2

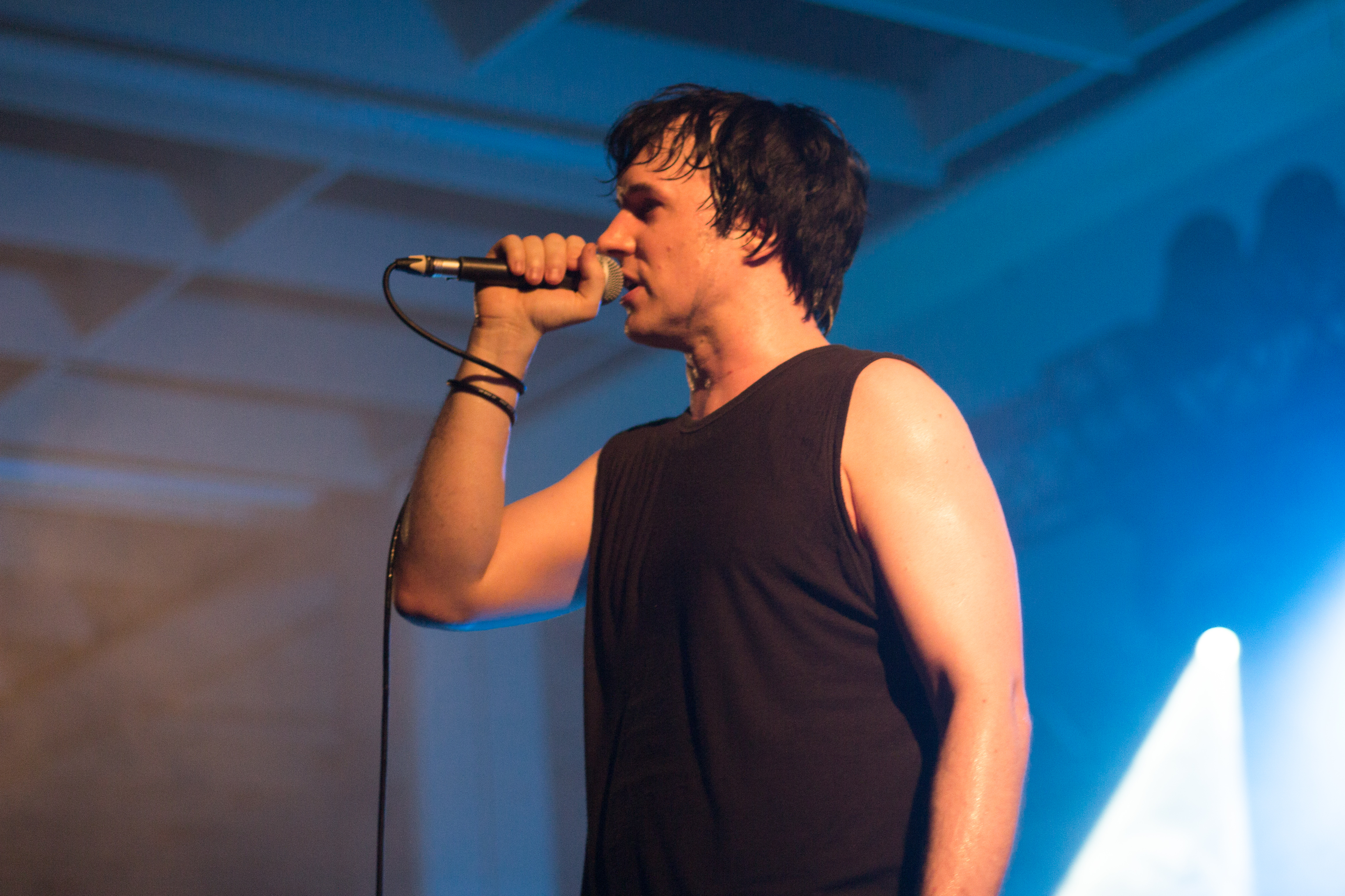
Alec Empire (2013)

- 1994: Limited Editions 1990–94 (Mille Plateaux/Geist Records UK)
- 1994: Generation Star Wars (Mille Plateaux/Geist Records UK)
- 1995: Low On Ice (Mille Plateaux Records)
- 1996: Hypermodern Jazz 2000.5 (Mille Plateaux/Geist Records UK)
- 1996: The Destroyer (Digital Hardcore Recordings)
- 1996: Les Etoiles Des Filles Mortes (Mille Plateaux/Geist Records UK)
- 1996: Berlin Sky (Analogue Records USA)
- 1997: Squeeze The Trigger (DHR UK)
- 1998: Miss Black America (DHR UK)
- 1999: Alec Empire vs. Elvis Presley Bootleg (El Turco Loco)
- 2001: Intelligence & Sacrifice (Beat Ink. Japan)
- 2002: Intelligence & Sacrifice (Digital Hardcore Recordings/Zomba Records)
- 2003: Alec Empire & Merzbow live at CBGBs New York (Digital Hardcore Recordings)
- 2003: The CD2 Sessions Live in London (Digital Hardcore Recordings)
- 2005: Futurist (Digital Hardcore Recordings/Beat Ink Japan)
- 2007: The Golden Foretaste of Heaven (Eat Your Heart Out Records/Beat Ink Japan)
- 2008: The Golden Foretaste of Heaven (Eat Your Heart Out Records/Rough Trade)
- 2009: Shivers (Eat Your Heart Out Records/Rough Trade)
- 2017: Volt – Original Soundtrack (Dependent Records)

### Remixe (Auswahl)
- 1993: Space Cube (Remix: Dschungelfieber)/Riot Beats
- 1994: Air Liquide (Remix: Abuse Your Illusions Pt.1)
- 1996: Schorsch Kamerun (Remix: Die Menschen aus Kiel)/L’age d’or
- 1996: Stereo Total (Remix: Dactylo Rock)
- 1996: Think About Mutation/Ooomph (Remix: Motor Razor)
- 1996: Bindemittel – (Remix: Unification)/WEA Records
- 1996: Cibo Matto (Remix: Know Your Chicken)/Blanco y Negro Records
- 1996: Nicolette (Remix: Beautiful Day)/Mercury Records/Talkin Loud Rec.
- 1997: Einstürzende Neubauten (Remix: The Garden)/Mute Records
- 1997: Schweisser (Remix: Friss Scheiße)/Intercord Tonträger GmbH
- 1997: Violent Onsen Geisha & DMBQ (Remix: Mood of Mods Generation)/ZK Records Japan
- 1997: Audio Active (Remix: My Way)/On-U Sound Records
- 1997: Björk (Remix: Bachelorette)/One Little Indian Records
- 1997: Björk (Remix: Joga)/Mother Records
- 1997: Bottom 12 – (Remix: Dance or be shot)
- 1997: Buffalo Daughter (Remix: Dr Moog)/Grand Royal Records
- 1997: Mad Capsule Markets (Remix: Crash Pow)/Viktor Entertainment Japan
- 1997: Nicolette (Remix: No Government)/Talkin Loud Records
- 1998: Mark Stewart (Remix: Consumed)/Mute Records
- 1998: Mogwai (Remix: Like Herod)/Eye Q Records UK, Jet Set Records
- 1998: Shonen Knife – (Remix: Keep On Rockin)/MCA Victor Japan
- 1998: Techno Animal vs. Reality (Remix: Atomic Buddha)/City Slang, Labels
- 1998: Thurston Moore (Remix: Root)/Lo Recordings
- 1999: Björk (Remix: Joga)/Columbia Records
- 1999: Collision Course (El-P, Company Flow) (Remix: Trapped in 3D)/PIAS UK
- 2000: Godzilla 2000 Soundtrack (Remix: March of Godzilla)/Nippon Columbia
- 2000: Guitar Wolf – (Remix: Jet Virus)/KiOon Records Japan
- 2002: Primal Scream (Remix: Miss Lucifer)/Columbia Records, Sony
- 2003: Chris Vrenna (Remix: Skool Daze)/Waxploitation Records USA
- 2003: Brainbombs (Remix: It's a Burning Hell)/Load Records USA
- 2004: Panic DHH (Remix: Reach)/Gonzo Circus Records
- 2004: Rammstein (Remix: Amerika)/Universal Music
- 2005: Coil (Remix: Tribute To Coil)/Fulldozer Records Russia
- 2005: Rammstein (Remix: Mann Gegen Mann)/Universal Island Records
- 2006: Most Precious Blood (Remix: Oxygen Dept)/Halo 8 Records USA
- 2007: Emigrate (Remix: New York City)/Motor, Edel Records
- 2009: Patrick Wolf (Remix: Hard Times)/Bloody Chamber Music, Universal
- 2009: Chaostage – We Are Punks! (Soundtrack) (Zusammenstellung und zwei Songs)
- 2010: IAMX (Remix: Terrified)/Metropolis
- 2011: FOE (Remix: Genie in A Coke Can)/Universal
- 2012: Salem (Remix: Better Off Alone)/IAMSOUND
- 2012: Army of The Universe (Remix: Ravens Over My Rave)/Dim Mak
- 2013: Gary Numan (Remix: For The Rest of My Life)/Machine Music Ltd
- 2014: Klaxons (Remix: Show Me A Miracle)
- 2016: Triggerfinger Ft. Methodman (Remix: The One)
- 2017: Army Of The Universe (Remix: 1999)

### DVDs
- 2002: Death Favours The Enemy (Digital Hardcore Recordings)
- 2008: Atari Teenage Riot/Alec Empire – Video Works 1992–2008 (Digital Hardcore Recordings/Monitorpop Entertainment - auch als Limited Edition)

### Weitere
- 1999: Nintendo Teenage Robots – We Punk Einheit (DHR Limited)

## Filmografie

### Filmbeiträge und TV-Auftritte
- 1997: Spawn (USA)
- 1998: Modulations (USA)
- 1998: Orgazmo (USA)
- 1999: Hurricane Streets (USA)
- 2000: Godzilla 2000 (Japan)
- 2000: Threat (USA, Re-Release 2006)
- 2002: Ausländer raus! Schlingensiefs Container (AT; Dokumentation von Christoph Schlingensief)
- 2005: Buddyhead Presents: Punk Is Dead (USA)
- 2006: The Fast and the Furious: Tokyo Drift (USA)
- 2006: Monks – The Transatlantic Feedback (USA, E, D)
- 2008: 224466 (J; Episode von „246“)
- 2008: Atari Teenage Riot / Alec Empire: 16 Years of Videomaterial (DVD; USA, J, EU)
- 2008: Durch die Nacht mit … (Episode, Dokumentarfilmserie von Arte)
- 2008: Of The Moon: The Silver Apples Story (USA)
- 2008: Slumber Party Slaughterhouse (USA)
- 2008: The Golden Foretaste of Heaven (AT)
- 2008: Chaostage – We Are Punks! (D)
- 2009: Höhere Gewalt (D)
- 2009: Phantomanie (D)
- 2009: Runaway Slave (USA)
- 2022: Razzennest (Österreich)